# Antony Hamilton
För andra betydelser, se Anthony Hamilton (olika betydelser).
Antony Hamilton "Tony" Smith, född 4 maj 1952 i Liverpool i Storbritannien, död 29 mars 1995 i Los Angeles i USA, var en australiensisk skådespelare, modell och dansare.

## Biografi
Tony Hamilton adopterades av en australiensisk stridspilot (krigshjälte från Andra världskriget) och hans hustru strax efter födseln och växte upp på en fårfarm i Australien.
Utbildades vid Scotch College i Australien, där, till många manliga elevers fasa, dans, och i synnerhet balett, var en stor del av den obligatoriska idrottsundervisningen. Hamilton visade sig dock ha talang för balett och efter skolan påbörjade han en karriär som professionell dansare med The Australian Ballet Company. Under en dansturné i Ryssland 1973 blev han "upptäckt" av en fotograf, flyttade till USA, la ner danskarriären, och påbörjade istället en framgångsrik 10-årig karriär som modell i Europa, USA, Australien, Afrika och Asien. Under sin tid som modell var han ofta synlig i tidningar som exempelvis Vogue och GQ, jobbade flitigt med modeskapare som till exempel Gianni Versace, och framträdde i ett flertal olika tv-reklamer och musikvideor. 
Efter ett tag började Hamilton emellertid tycka att modellyrket var en aning enformigt och började följaktligen ta skådespelarlektioner. Han fick så småningom sitt stora genombrott som skådespelare i den amerikanska agentserien Cover Up (1984). I Sverige är han emellertid främst igenkänd som IMF-agenten Max Harte i tv-serien Farligt uppdrag (1988-1990), samt som Samson i Max von Sydow-filmen Samson and Delilah (1984), baserad på den bibliska historien om Simson.
Hamilton var seriöst påtänkt, och enligt vissa även formellt erbjuden rollen, som James Bond inför filmen Iskallt uppdrag under mitten av 1980-talet. Rollen gick dock till slut till Timothy Dalton. I media figurerade flera teorier om varför Hamilton valdes bort från rollen, men ingen av dessa bekräftades någonsin av varken filmbolaget eller Hamilton själv. Bland spekulationerna fanns bland annat teorin att Hamilton valdes bort eftersom filmproducenterna upptäckte att Hamilton privat var öppet homosexuell, vilket man trodde kunde ha en negativ inverkan på publikens bild av Bond som kvinnokarl och hjärtkrossare. Andra menade att Hamilton inte fick rollen på grund av sitt blonda hår. 
Tony Hamilton avled i AIDS-relaterad lunginflammation 1995. Efter begravningen spreds hans aska längs Malibus kust i Kalifornien.

## Filmografi (i urval)
- 1984 – Samson and Delilah
- 1984–1985 – Cover Up (TV-serie)
- 1985 – Mirrors
- 1986 – Jumpin' Jack Flash
- 1987 – Lagens änglar (TV-serie) (1 avsnitt)
- 1988 – Howling IV: The Original Nightmare
- 1988–1990 – Farligt uppdrag (TV-serie)
- 1991 – P.S.I. Luv U (TV-serie) (2 avsnitt)
- 1992 – Farligt misstänkt

### Övrigt
- Medverkade i ett stort antal TV-reklamer under 1970- och 1980-talen.
- Medverkade i musikvideon till Sheena Eastons låt "Swear" (1984).